# Stadion Narodowy (métro de Varsovie)
Stadion Narodowy (en français: Stade national), est une station de la ligne M2 du métro de Varsovie. Elle est située dans l'arrondissement de Praga-Północ à Varsovie en Pologne.
Mise en service en 2015, elle dessert notamment le Stade national, la station PKP Warszawa Stadion, le port Praski ainsi que les rues Sokola et Jana Zamoyskiego.

## Situation sur le réseau

Plan réseau 2019.

Établie en souterrain, Stadion Narodowy est une station de la Ligne M2 du métro de Varsovie, elle est située entre la station Centrum Nauki Kopernik, en direction du terminus provisoire Księcia Janusza et la  station Dworzec Wileński, en direction de la station terminus provisoire Trocka.

## Histoire
La station Stadion Narodowy est mise en service le 8 mars 2015, lors de l'ouverture à l'exploitation des 6,1 km de la première section de la ligne 2 du métro de Varsovie.

## Services aux voyageurs

### Accès et accueil

Installations
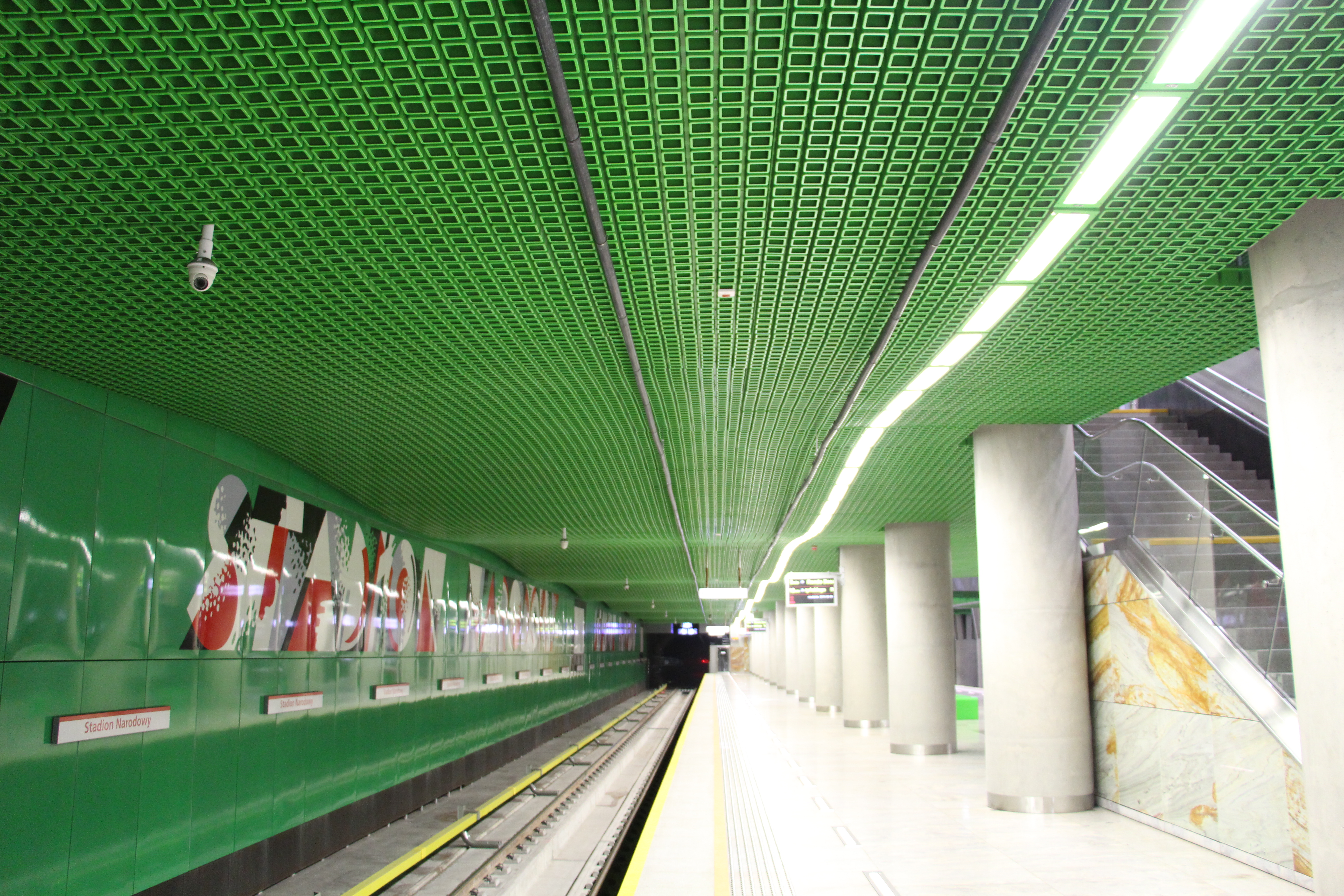
Quai
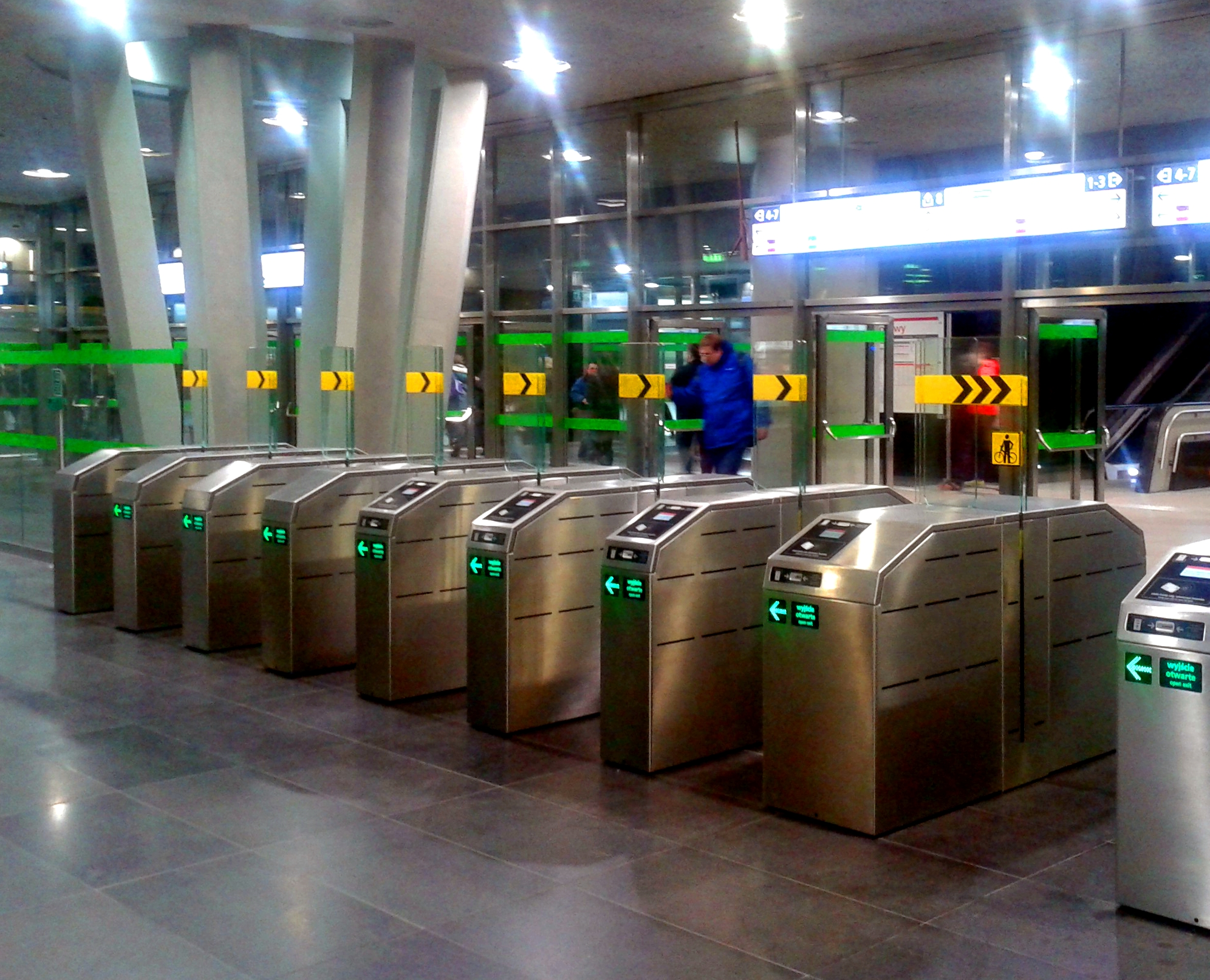
Portiques
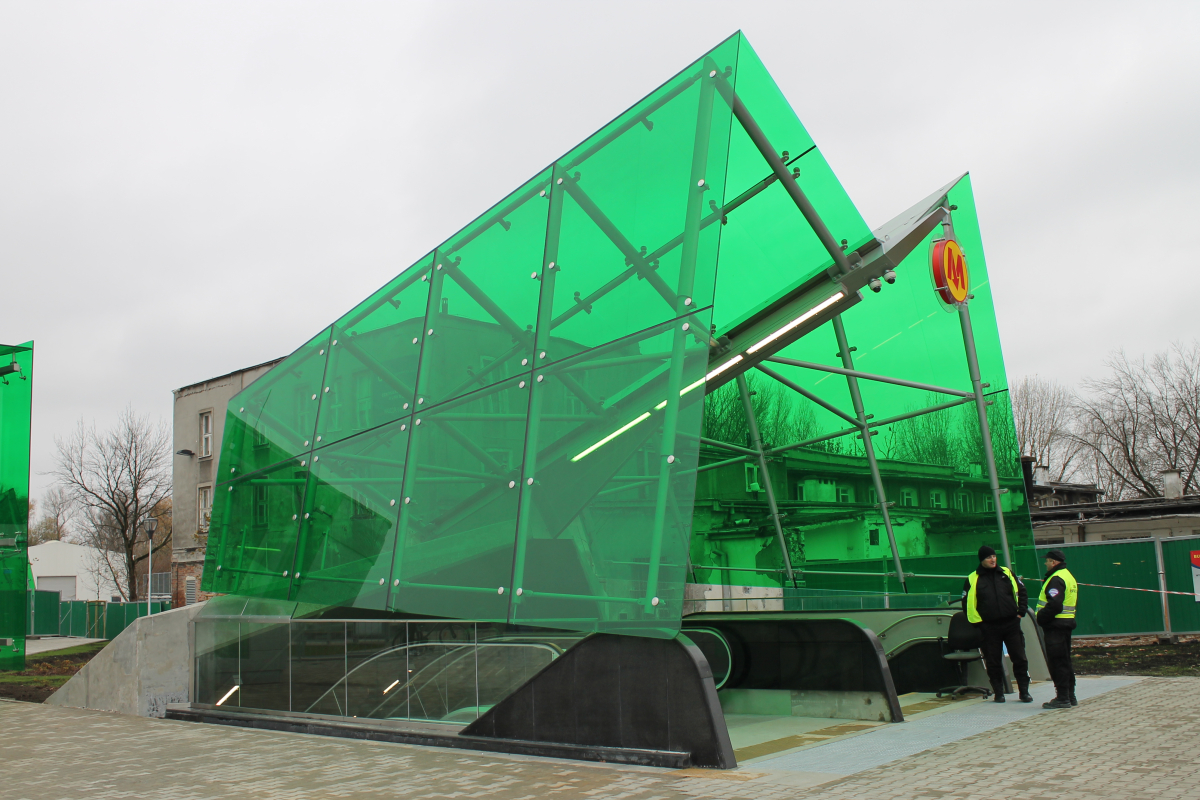
Extérieur

## Projet
Il s'agit de la station choisie pour la correspondance avec la future ligne 3 du métro de Varsovie (actuellement en projet). Dans ce cadre, la station possède un quai supplémentaire, completèment équipé mais pas encore utilisé. Il est parfois employé pour des tournages.